# Halvvägs till himlen (série télévisée)
Halvvägs till himlen (« À mi-chemin vers le ciel ») est une série télévisée humoristique suédoise créée par Wiktor Ericsson, Anders Jansson et Johan Glans et diffusée entre le 11 septembre 2013 et le 12 novembre 2014
sur TV4.

## Synopsis
Albin Olsson, jeune prêtre luthérien idéaliste, est de retour en Suède après un séjour au Kenya. Lui a été confiée une petite paroisse rurale (imaginaire) de Scanie, Östra Nobberup, où il s'efforce de revivifier la pratique religieuse par des méthodes qui ne font pas l'unanimité chez ses paroissiens. Il jouit du soutien de sa diaconesse Fanny, mais entre en conflit avec son vicaire Jan Samuelsson, lequel ne dédaignerait pas de prendre la place d'Albin comme pasteur.  

## Fiche technique
- Titre original : Halvvägs till himlen
- Création :  Wiktor Ericsson, Anders Jansson et Johan Glans

## Distribution
- Michael Segerström :  Bengt-Åke
- Jenny Skavlan : Fanny
- Johan Glans : Albin Olson
- Anders Jansson : Jan Samuelsson
- Michael Petersson : Hugo

## Saison 1
- Den gode herden
- Om inte berget kommer till Muhammed
- Långfredagens mysterium
- Gud och Mammon
- Prostvisitationen
- Exitus acta probat
- Sjätte budet
- Den blomstertid nu kommer

## Saison 2
- HBT-certifiering
- Husförhör
- Gemensam gudstjänst
- Till den som har skall varda givet
- Sanningen ska göra er fria
- Guds vrede
- Dela ditt bröd
- Harmageddon